# لويس هومار
لويس هومار (بالإسبانية: Lluís Homar)‏ هو مخرج وممثل إسباني، ولد في 20 أبريل 1957 ببرشلونة في إسبانيا.

## أعمال

### أفلام
- (2004) التربية السيئة
- (2007) غرفة فيرمات
- (2008) فيكي كريستينا برشلونة[4]
- (2009) عناقات مكسورة[5][6]
- (2011) آفا

## وصلات خارجية
- لويس هومار على موقع IMDb (الإنجليزية)
- لويس هومار على موقع قاعدة بيانات الأفلام العربية
- لويس هومار على موقع ألو سيني (الفرنسية)
- لويس هومار على موقع ميوزك برينز (الإنجليزية)
- لويس هومار على موقع تيرنر كلاسيك موفيز (الإنجليزية)
- لويس هومار على موقع أول موفي (الإنجليزية)
- لويس هومار على موقع قاعدة بيانات الأفلام السويدية (السويدية)
- لويس هومار على موقع قاعدة بيانات الفيلم (الإنجليزية)
- لويس هومار على موقع كينوبويسك (الروسية)